# イカレたロミオに泣き虫ジュリエット
『イカレたロミオに泣き虫ジュリエット』（原題：Du Mich Auch）は、1986年の西ドイツの映画。
一組のカップルのすれ違いざまと事件を描いた、ちょっと奔放でシニカルタッチの一風変わった青春ラブコメディ。かつてのヴィスコンティ俳優のヘルムート・バーガーとは同姓同名の1949年生まれの別人が、監督業に手を染めたロマンティック青春ムービー。アンニャ・フランケとダニー・レヴィは監督・脚本・主演を兼ねていた。

## 内容
若者の解放区、西ベルリンのクロイツベルク区が舞台。カップルのロメオとジュリアは最近は冷めかかっている。ある日2人はパーティで演奏してる最中に殺人事件を目撃する。怖くなった2人は慌てて逃げ出すが、そこへギャング達が追っかけてきて街中を逃げまとう羽目になる。必死に逃げる途中で2人は情熱を取り戻すが、また事件に巻き込まれ、今度はジュリアが拉致されてしまう。ジュリア奪回に乗り込むロミオだったが……。

## スタッフ
- 監督・脚本：アンニャ・フランケ、ダニー・レヴィ
- 特別監督：ヘルムート・バーガー
- 製作：ハンス＝ゲオルク・ウルリッヒ、ロルフ・シュミット
- 製作総指揮：イングリッド・ヴィンクラー
- 撮影：カール＝フリードリヒ・コシュニック
- 音楽：ニキ・ライザー

## キャスト
- アンニャ・フランケ：ジュリア
- ダニー・レヴィ：ロミオ
- イェンス・ナウマン:ジゴロ
- マティアス・グネーディンガー
- レギーネ・ルッツ
- ヘルマ・フェールマン